# Parque Ecológico da Lagoa da Maraponga
O Parque Ecológico da Lagoa da Maraponga é uma unidade de conservação ambiental localizada em Fortaleza. Mantida pela Prefeitura Municipal de Fortaleza, possui tipologia florestal de planície lacustre e área de 31 hectares.

## Apresentação
O Parque Ecológico da Lagoa da Maraponga, assim como vários outros parques e pólos de lazer de Fortaleza, não dispõe de equipamentos atrativos de recreação e de esportes. Recentemente a Prefeitura Municipal de Fortaleza promoveu a limpeza da lagoa e reurbanização da área verde no entorno. Trata-se de um dos espelhos d’água mais belos do município, cujo sistema lacustre sofre com ocupações e poluição por águas servidas.
A área em questão apresenta diferentes problemas ambientais e sociais que vêm afetando a qualidade do sistema lacustre, refletindo diretamente nos aspectos socioambientais das comunidades de baixa renda já inseridas em áreas de riscos.
A recuperação da Lagoa da Maraponga requer a adoção de medidas como:
- Saneamento básico das áreas de influência direta e indireta;
- Banir práticas que favorecem os processos erosivos;
- Conscientizar os moradores sobre a importância da preservação da vegetação ciliar e propor reflorestamento;
- Retirada da população das áreas de risco de inundações;
- Promoção de eventos culturais que atraiam não só a população local, mas também de outros locais da cidade.